# Три века классического романса (фестиваль)
Международный музыкальный фестиваль-конкурс «Три века классического романса» — фестиваль вокально-фортепианных дуэтов, ежегодно проходящий в Санкт-Петербурге.
Впервые проведён в 2003 г. как культурное событие международного масштаба, под патронатом Санкт-Петербургской государственной консерватории им. Н.А. Римского-Корсакова. С 2004 г. в рамках фестиваля проводится конкурс вокально-фортепианных дуэтов. Традиционным местом проведения фестивальных концертов является Глазуновский зал Санкт-Петербургской государственной консерватории им. Н.А. Римского-Корсакова, значительная часть концертов проходит также в государственной академической Капелле и Малом зале филармонии.

## Лауреаты конкурса
| 2008 | I премия   | - Игорь Головатенко, баритон - Валерия Прокофьева, фортепиано (Москва) - Ольга Бессмертная, сопрано - Елена Жукова, фортепиано (Киев, Украина)        |
|      | II премия  | - Александр Гонца, баритон - Эдуард Кипрский, фортепиано (Санкт-Петербург) - Николай Шамов, баритон - Дарья Шапошникова, фортепиано (Санкт-Петербург) |
|      | III премия | - Сергей Муравьев, тенор - Семен Заборин, фортепиано (Санкт-Петербург) - Александра Максимова, сопрано - Татьяна Качко, фортепиано (Санкт-Петербург)  |

## Учредители

Богачева Ирина Петровна, Президент фестиваля-конкурса Три века классического романса

- Комитет по культуре Правительства Санкт-Петербурга
- Санкт-Петербургская государственная консерватория им. Н.А. Римского-Корсакова
- Общественный благотворительный фонд Ирины Богачевой «Арт-Петербург»
- Санкт-Петербургский Интерьерный театр

| Президент фестиваля-конкурса                  | - Народная артистка СССР Ирина Богачева (Россия)                                                                |
| Руководители фестиваля-конкурса и авторы идеи | - Заслуженная артистка России Елена Гаудасинская (Россия) - Заслуженная артистка России Ирина Шарапова (Россия) |
| Директор фестиваля-конкурса                   | - Заслуженная артистка России Елена Гаудасинская (Россия)                                                       |
| Исполнительный директор фестиваля-конкурса    | - Александр Клименко                                                                                            |
| Переводчик фестиваля-конкурса                 | - Мария Камшилина-Ларионова                                                                                     |